# ストライク・ラブ
『ストライク・ラブ』は、2009年に韓国MBCにて5月2日から6月21日まで放送されたテレビドラマ。
日本では、2010年3月からフジテレビTWOより放送されている。

## 概要
原作は、1982年発行のイ・ヒョンセの『恐怖の外人球団』（1986年に『外人球団』として映画化されている）。この「外人」は「外国人」の意味ではなく、「よそ者=アウトサイダー」または「人から外れた者=アウトロー」の意味で使われる。

## キャスト
- オ・ヘソン：ユン・テヨン
- マ・ドンタク：パク・ソンミン
- チェ・オムジ：キム・ミンジョン
- チェ・ヒョンジ：ソン・アヨン
- ソン・ビョンホ：ジョン・インテク
- ベク・ドゥサン：イム・ヒョンソン
- ナ・ギョンド：ムン・ヨンドン
- チェ・ガン：イ・ジョンジュン
- ハ・グクサン：イ・ハンソル
- ジョ・サング：パク・ジョンハク
- ベ・ドヒョプ：キム・ホスン
- ：木﨑ゆりあ（SKE48）第21・22話
- ：桑原みずき（SKE48）第21・22話
- ：若林倫香（SKE48）第21・22話